# Селюзяк
Селюзяк — река в России, протекает по Челябинской области. Устье реки находится в 11 км по левому берегу реки Сухарыш. Длина реки составляет 12 км.

## Данные водного реестра
По данным государственного водного реестра России относится к Иртышскому бассейновому округу, водохозяйственный участок реки — Увелька, речной подбассейн реки — Тобол. Речной бассейн реки — Иртыш.
Код объекта в государственном водном реестре — 14010500112111200001117.